# William Bagot (3e baron Bagot)
Pour les articles homonymes, voir William Bagot et Bagot.
William Bagot (27 mars 1811 - 19 janvier 1887) est un courtisan britannique et un homme politique conservateur.

## Jeunesse
Né à Blithfield House, il est le fils aîné de William Bagot (2e baron Bagot) et de sa deuxième épouse Lady Louisa, fille de George Legge (3e comte de Dartmouth). Il fait ses études à la Charterhouse School, puis au Collège d'Eton et enfin au Magdalene College de Cambridge.

## Carrière
Il est élu au Parlement pour le Denbighshire en 1835, un siège qu'il occupe jusqu'en 1852. L'année précédente, il est nommé lieutenant-colonel de la Staffordshire Yeomanry Cavalry, qu'il commande à partir de 1854. Il représente le comté en tant que sous-lieutenant et en 1856, il succède à son père comme baron, entrant par la suite dans la Chambre des lords. Il sert dans les administrations conservatrices du comte de Derby et de Benjamin Disraeli comme Lord-in-waiting (whip du gouvernement à la Chambre des lords) de 1866 à 1868 et de nouveau de 1874 à 1880. En dehors de sa carrière politique, il est gentilhomme de la chambre à coucher du Prince Consort entre 1858 et l'année suivante.

## Famille
Lord Bagot épouse Lucia Caroline Elizabeth, fille de George Agar-Ellis (1er baron Dover), en 1851. Ils ont deux fils et cinq filles. Leur fille Louisa épouse Hamar Alfred Bass de la famille Bass Brewery en 1879 . Bagot est décédé en janvier 1887, à l'âge de 75 ans, et son fils aîné William Bagot (4e baron Bagot) lui succède. Lady Bagot a survécu à son mari de huit ans et est décédée en janvier 1895, à l'âge de 68 ans.